# 250 km (Moskwa)
250 km (ros. 250 км) – przystanek kolejowy w miejscowości Moskwa, w Rosji. Położony jest na Wielkim Pierścieniu Kolei Moskiewskiej.
Leży w lasach. W pobliżu znajdują się osiedla dacz.